# Эсенов, Рахим Махтумович
Рахим Махтумович Эсенов (туркм. Rahim Mahtumoviç Esenov; 1 февраля 1927 — 23 апреля 2022) — советский и туркменский писатель, член Союза российских писателей, участник Великой Отечественной войны. Окончил с отличием факультет русской филологии, писал на русском языке. Издавался на различных языках мира. Родился в семье простого рыбака с побережья Каспия.

## Биография
Родился 1 февраля 1927 года в городе Ашхабад Туркменской ССР.
С отличием окончил Туркменский государственный университет. Кандидат исторических наук. Был главным редактором радиокомитета Туркменской ССР. Занимал пост министра культуры Туркменской ССР. Член Союза писателей России. Возглавлял Союз писателей Туркменистана.
Скончался 23 апреля 2022 года в Ашхабаде на 96-м году жизни. Похоронен на кладбище в Чоганлы под Ашхабадом.

## История ареста и преследования
Автор знаменитой исторической трилогии под названием «Венценосный скиталец». Сам Эсенов неоднократно упоминал, что этот роман явился произведением всей его жизни. Работа над книгой продолжалась 27 лет и была завершена в 1997 году. «Венценосный скиталец» повествует о судьбе реально существовавшей исторической личности, почитаемой национальным героем Туркменистана, Байрам-Хане. Роман не прошёл личную цензуру президента Туркменистана Сапармурата Ниязова. Причиной этого стало то, что в книге Байрам-Хан по происхождению упоминался мусульманином-шиитом, что, по мнению Ниязова, противоречило титульному «суннитскому» происхождению туркмен. Ниязов потребовал от Эсенова внести изменения, на что получил отказ.
В результате в 2004 году около 800 экземпляров романа «Венценосный скиталец», вышедшего тиражом всего 1000 экземпляров, было изъято и уничтожено. Сам же 77-летний автор был арестован и обвинён в контрабанде. Под давлением общественных организаций и посольства США Эсенов был освобождён из-под стражи, однако оставался под домашним арестом и в списке невыездных. Через несколько лет Эсенову была присуждена ежегодная премия Пен-Центра, и он приглашён для получения премии с США. Как отмечал сам Эсенов, при попытке местных властей запретить выезд в США Эсенов сказал: «Благодаря вам я стал известен и поэтому получаю премию. Если вы не разрешите мне выехать и получить премию Пэн-центра, то в следующий раз это будет Нобелевская премия».